# 長谷部健 (俳優)
長谷部 健（はせべ たけし、1928年5月1日 - ）は、日本の俳優。両親は俳優の中野英治と女優の英百合子。
本名逸見 竜治。京都市出身。明治学院大学中退。1948年、中野竜一の芸名で大映の「どぶろくの辰」に初出演。1949年、大映に入社後、長谷部健と改名。1955年、日活に移籍。1958年には東映に転じた。。1950年代末からテレビでの活動も開始。綜芸プロ、東京俳優生活協同組合にも所属していた。

## 出演作品

### 映画
- 宮城広場（1951年、大映）
- 愛染橋（1951年、大映）
- 長崎の歌は忘れじ（1952年、大映）
- 花嫁花婿チャンバラ節（1952年、大映）
- 明日は日曜日（1952年、大映）
- 神州天馬侠（1952年、大映）
- 十代の性典（1953年、大映）
- 続十代の性典（1953年、大映）
- 春雪の門（1953年、大映）
- 幸福さん（1953年、大映）
- 十代の秘密（1954年、大映）
- 慕情（1954年、大映）
- 火の女（1954年、大映）
- 川のある下町の話（1955年、大映）
- 浪曲天狗道場（1955年、大映）
- 銀座の女（1955年、日活）
- うちのおばあちゃん（1955年、日活）
- 青空の仲間（1955年、日活）
- 銀座二十四帖（1955年、日活）
- 未成年（1955年、日活）
- 朝やけ血戦場（1956年、日活）
- 俺は犯人じゃない（1956年、日活）
- 花笠若衆（1958年、東映）
- 月光仮面（1958年、東映）
- 母と拳銃（1958年、東映）
- 娘の中の娘（1958年、東映）
- 黒い指の男（1959年、東映）
- 月光仮面　怪獣コング（1959年、東映）
- 遊星王子（1959年、東映）
- 警視庁物語　遺留品なし（1959年、東映）
- 特ダネ三十時間　拾った牝豹　午前零時の顔（1959年、東映）
- 拳銃を磨く男　あの女を探せ（1959年、東映）
- 警視庁物語　深夜便一三〇列車（1960年、東映）
- 特ダネ三十時間　白昼の脅迫　女の牙（1960年、東映）
- 危うしGメン　暗黒街の野獣（1960年、東映）
- 大いなる旅路（1960年、東映）
- 第三の疑惑（1960年、東映）
- 決斗の谷（1960年、東映）
- 砂漠を渡る太陽（1960年、東映）
- 吠えろ岸壁（1960年、東映）
- 男の地平線（1961年、東映）
- 花ざかり七色娘（1961年、東映）
- 地獄に真紅な花が咲く（1961年、東映）
- 腕まくり七色娘（1961年、東映）
- 特ダネ三十時間 東京租界の女（1961年、東映）
- 白い熱球（1963年、東映）